# USS Torsk (SS-423)
USS Torsk é um submarino da classe Tench construído para a Marinha dos Estados Unidos durante a Segunda Guerra Mundial. Armado com dez tubos de torpedo, os submarinos da classe Tench foram desenvolvimentos incrementais dos submarinos da classe Gato, de grande sucesso, que constituíam a força submarina da Marinha dos EUA durante a guerra. Torsk teve seu batimento de quilha no Portsmouth Navy Yard em junho de 1944, lançado em setembro daquele ano e comissionado em dezembro.
Em 1945, Torsk fez duas patrulhas de guerra no Japão, afundando um navio de carga e duas fragatas de defesa costeira. O último deles, torpedeado em 14 de agosto de 1945, foi o último navio inimigo afundado pela Marinha dos Estados Unidos na Segunda Guerra Mundial. Ao longo das décadas de 1950 e 1960, ele atuou principalmente como navio-escola; ele também foi para o Mar Mediterrâneo e ajudou a treinar elementos da frota do Atlântico em táticas antissubmarinas. Descomissionado em 1964, serviu por mais sete anos como navio-escola para a Reserva Naval. Ele foi retirado de serviço pelo Naval Vessel Register em dezembro de 1971 e entregue ao estado de Maryland para ser usada como navio-museu. Ele agora faz parte da frota histórica de navios históricos em Baltimore.

## Origem do nome
A palavra Torsk é a palavra sueca, dinamarquesa e norueguesa para bacalhau. Em norueguês, é pronunciado "toshk".